# Menhir von Benzingerode
Der Menhir von Benzingerode (auch als Hünenstein, Hunnenstein oder Hünengrab bezeichnet) ist ein Menhir bei Benzingerode, einem Ortsteil von Wernigerode im Landkreis Harz in Sachsen-Anhalt. Mit 3,85 Meter Höhe gilt er als höchster vorgeschichtliche Langstein (Menhir) in Norddeutschland.

## Lage und Beschreibung
Der Menhir befindet sich nordöstlich von Benzingerode kurz unterhalb des höchsten Punktes einer als „Steinfeld“ bezeichneten Anhöhe. Er besteht aus senonischem Quarzit; das nächste Vorkommen befindet sich 1,5 km entfernt bei Heimburg. Er hat eine Höhe von 450 cm (davon 385 cm oberirdisch), eine Breite von 160 cm und eine Tiefe von 60 cm. Er ist stark zerklüftet und verjüngt sich nach oben.

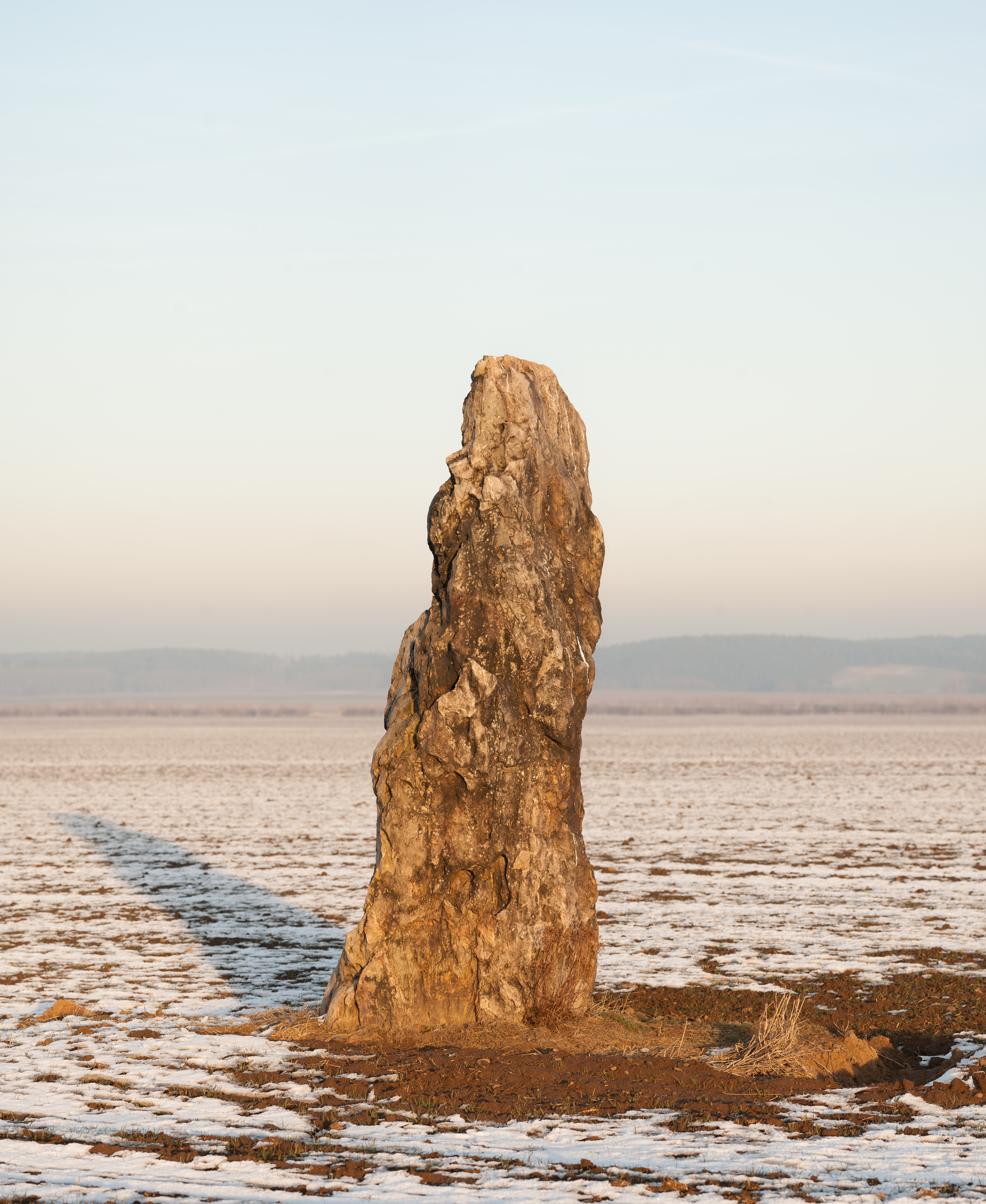
Ansicht von Südwest (Winter 2017)

Das Umfeld des Menhirs ist sehr reich an vorgeschichtlichen Befunden. So gab es in seinem Umfeld ursprünglich mindestens vier weitere Menhire, von denen heute noch zwei existieren: der Menhir von Heimburg und der Menhir von Derenburg; zu letzterem besteht eine Sichtachse. Zwischen 1975 und 1983 wurden bei Feldbegehungen über 600 Keramikscherben gefunden, die von der Linienbandkeramik über die Spätbronze- und Eisenzeit bis ins Mittelalter reichten. 2001 wurde bei einer Notgrabung die Totenhütte von Benzingerode, ein Kollektivgrab der Bernburger Kultur, entdeckt.
1939 führte Alfred Tode unmittelbar am Menhir eine Grabung durch. Auf der quadratischen Grabungsfläche mit einer Seitenlänge von 8 m fand er ein west-östlich orientiertes Steinpackungsgrab, das aber keinerlei Funde enthielt. Entweder hatten sich hier die Skelettreste lediglich nicht erhalten oder das Grab war von vornherein als Kenotaph konzipiert worden. Weitere Befunde waren eine Grube mit Brandresten, ein Steinpflaster unmittelbar am Fuß des Steins und ein spätrömisches Urnengrab, in dem Harz, geschmolzene Glasperlen und Reste eines knöchernen Kamms gefunden wurden. Gerhard Bosinski stellte später fest, dass das Befund-Ensemble eine große Ähnlichkeit mit dem Menhir von Einselthum in Rheinland-Pfalz aufweist, um den ebenfalls eine Brandgrube, ein Steinpflaster und ein fundleeres Steinpackungsgrab angeordnet sind.

## Der Menhir in regionalen Sagen
Gemäß einer Sage soll es sich bei dem Menhir um ein Denkmal auf dem Grab eines in der Schlacht gestorbenen heidnischen Helden handeln.
Eine andere Sage dreht sich um diesen und zwei weitere Menhire in der Umgebung. Demnach waren einst drei Riesen in ein Bauernmädchen verliebt, und um zu entscheiden, wer sie bekommen solle, wollten sie Steine von der Struvenburg werfen. Der älteste Riese warf den größten Stein, der aufrecht im Feld stehen blieb und bei dem es sich um den Menhir von Benzingerode handeln soll. Der zweite Stein flog ein Stück weiter, blieb aber schräg im weichen Grund stecken. Der jüngste Riese warf den kleinsten Stein und warf ihn am weitesten. Als den Riesen aber klar wurde, dass sie einen ungleichen Wettkampf abgehalten hatten, gingen sie im Streit auseinander und das Bauernmädchen wartete vergeblich auf ihren Freier.